# Ороктойский мост
Орокто́йский мост — автомобильный висячий мост через реку Катунь в Чемальском районе Республики Алтай.

## Общие сведения
Мост расположен между населёнными пунктами Ороктой и Эдиган. 
В этом месте река Катунь имеет наименьшую ширину и самую большую глубину, под мостом расположены пороги Тельдыкпень. Мост является местной достопримечательностью и входит в большое число экскурсионных маршрутов по горному Алтаю, как автобусных, так и водных (сплав по Катуни).
Исторически на этом месте находился деревянный мост, но в 1990-х годах он был снесён половодьем, и в результате жители села Ороктой при необходимости переправлялись через реку на люльке, прикреплённой к натянутым канатам. 
В 1997 году администрация района изыскала ресурсы для наведения новой переправы и мост был построен.
Мост может уйти под воду при заполнении водохранилища Алтайской ГЭС. Строительство этой ГЭС ещё не началось, сам проект является спорным и существуют аргументы как за строительство станции, так и против
Строительством руководил инженер Яныканов В. Л. Висячая конструкция опирается на железобетонные опоры, закрепленные в отвесных скалах высотой около 10 м. Основной пролет имеет длину 70 м, тогда как все сооружение — 120 м.